# 록칩
록칩(Rockchip)은 푸저우 록칩 일렉트로닉 컴퍼니에서 만든 집적 회로의 시리즈이다. 이 집적 회로는 주로 MP3 플레이어나 개인용 비디오 플레이어, 태블릿 컴퓨터, 스마트폰과 같은 모바일 엔터테인먼트 장치의 애플리케이션 프로세서(AP)로 쓰인다.
Rockchip 한국 내 지사는 없으며, 현재 3개의 공식 대리점이 있다.

## 제품

### 록칩 27xx 시리즈
록칩은 처음에 RK 27xx 시리즈로 알려졌으며 mp3/mp4 디코딩에 매우 효율적이었으며 많은 가격이 낮은 mp3/mp4 제품의 통합되었다.

### 록칩 2808
이 장치는 ARM926EJ-S 계열로 라이선스되었다. ARM 코어와 함께 DSP 보조 프로세서가 포함되어 있다. 기본 클럭 속도는 560 MHz이다. ARM은 록칩 2808이 ARM926EJ-S에서 1.1 DMIPS/MHz의 성능으로, 애플의 A4 프로세서의 26% 정도인 660 DMIPS의 속도를 낸다.
DSP 코프로세서는 최대 2.5Mbit/s의 비트레이트의 720p 비디오 파일을 실시간으로 디코딩할 수 있게 지원한다.
이 칩은 많은 안드로이드와 윈도우 모바일의 모바일 인터넷 장치로 쓰인다.

### 록칩 2818
록칩 2818은 604MHz 주파수로 높아졌다. DSP는 오디오와 비디오 코덱을 관리하는 것이 필요 없게 되었다. 720p 비디오를 디코드할 수 있다.

### 록칩 29xx 시리즈
CES 2011에 처음으로 전시된 록칩 29xx 시리즈는 코텍스 A8 CPU를 사용하며, 1.2GHz로 높아졌다.
RK29xx는 하드웨어에 구글 WebM을 디코딩하는 첫 번째 칩이다. 이는 1080p에서 H264와 대부분의 표준 비디오 포맷(MKV, Xvid, H263, AVS MPEG4, RV, WMV)을 인코딩과 디코딩한다. GPU는 아이패드 GPU의 6배인 초당 6천 만 폴리건으로 OpenGL ES 2.0과 OpenVG을 렌더링 할 수 있다. 이는 안드로이드 2.3과 호환된다.

### 락칩 30xx 시리즈
락칩 RK3066은 40nm 공정의 Cortex-A9 듀얼코어와 Mali-400 MP4 GPU로 되어있다.
CPU는 최대 1600Mhz로 동작한다.
초반에는 전력 관리 문제가 있었으나 펌웨어, SDK 업그레이드로 해결하였다.
중국제 태블릿이나 스마트폰, HDMI 스틱에 사용된다.

### 락칩 31xx 시리즈
락칩 31xx 시리즈의 대표적 AP인 RK3188은 최대 1600MHz로 동작하는 28nm HKMG Cortex-A9 CPU 4개와 Mali-400 MP4가 주요한 구성이다.
28nm HKMG의 적용으로, 발열과 급격한 배터리 소모를 줄였다. 다만 Mali-400 GPU는 당시 시대에 뒤떨어지는 그래픽 프로세서라, 2K 해상도의 디스플레이를 사용한 제품에서는 간헐적인 렉이 발생한다.
안드로이드 4.4 킷캣을 지원한다.
RK3188T는 기존 RK3188의 클럭을 1.6Ghz에서 1.4~1.5Ghz 로 낮추고, 전력관리능력을 향상시킨 AP이다. 저가형 기기에 사용된다.

### 락칩 32xx 시리즈
락칩 32xx 시리즈로는 대표적으로 RK3288(MID,BOX),RK3229(BOX,AI스피커용)가 있다. RK3288은 최대 1.8Ghz로 동작하는 Quad core A17와 Mali-T764로 구성되어 있다. RK3229는 최대 1.5Ghz로 동작하는 Quad core A7와 Mali-400 triple core and dual core 2D processor로 구성되어 있다. CES2018에서 RK3229 SOM 보드(AI 스피커용)를 발표했는데 안드로이드 씽스에 사용할 수 있는 보드로 개발 기간을 단축 하고 하드웨어 개발에 비용을 줄이면서 안정성을 높였다고 한다.

## 같이 보기
- 삼성 엑시노스
- 크롬북
- 올위너 테크놀로지
- 미디어텍